# ولید دوم
ولید دوم یا ولید بن یزید (به عربی: أبو العباس الولید بن یزید بن عبد الملک مروان) خلیفه‌ای بود از خلفای اموی که از سال (۱۲۵-۱۲۶ ه.ق) ۷۴۳ تا ۷۴۴ میلادی فرمان راند؛ او پس از عمویش هشام بن عبدالملک به خلافت رسید؛ پدرش یزید بن عبدالملک بود؛ ولید ثانی را طبری سخاوتمند و گشاده‌دست دانسته‌است. او مواجب را افزایش داد و به نگهداری از نابینایان و از کارافتادگان همت گماشت؛ ولید دوم در شعر دستی داشت، چنان‌که طبری چند شعر از اشعار او را در تاریخ خود آورده‌است. او دو پسر خودش را به نامهای حکم و عثمان نام نهاد تا جانشین او شوند. او خراسان را به نصر بن سیار گذاشت، و سپس به ترغیب یوسف بن عمر، نصر را کنار گذاشت. او یوسف بن محمد را به فرمانداری مدینه فرستاد؛ همچنین او به قتل یحیی بن زید دستور داد؛ وليد ، پسرعمویش سلیمان بن هشام بن عبدالملک را به زندان افکند. او به می‌گساری مشهور بود؛ چنانچه شبها در مجالس غنا می‌نشست؛ برادر ولید نیز که در قتل او با یزید بن ولید همداستان بود، گواهی به می‌گساری وی داده‌است. او در سال ۷۴۴ میلادی در جنگ با سلیمان بن هشام شکست خورد؛ و یزید بن ولید جای او را گرفت.

### هنردوستی ولید
همچنین به موارد متعددی به هنردوستی وی اشاره کرده‌اند.
از جمله آن‌که چون به خلافت رسید، بستگان خویش را دعوت کرد و در اشعاری، خدا و فرشتگان نیک و بندگان صالح را شاهد گرفت که شیفته شنیدن غنا، نوشیدن شراب و ملازمت با زنان و ندیمانی است که با جام‌های شراب به سوی وی می‌شتابند.
به همین دلیل خوانندگان را از مدینه و دیگر شهرها به دمشق فرا خواند. [۲۵۸] [۲۵۹] 
به نصر بن سیار در خراسان نیز نوشت تا انواعی از آلات موسیقی، زنان خواننده، ظرف‌های طلا و نقره، سگ‌ها‌ و اسب‌ها‌ی شکاری تهیه کند و نزد وی آورد. [۲۶۰] 
همچنین دستور داد تا کنیزی را که نزد وی آواز خوانده بود به هر قیمت بخرند.
برای حماد الروایه، روایتگر اشعار جاهلی [۲۶۱]  و به ظاهر مسلمان، [۲۶۲]  
و خانواده‌اش مبالغی پرداخت و به کارگزار خود در عراق نوشت تا او نیز ده هزار درهم به حماد بدهد. به خواننده دیگری صد هزار درهم بخشید.
کنیزی را هم که او را به طرب آورده بود خریداری کرد.
همچنین حوضچه‌ای مملو از شراب داشت که پس از شنیدن غنا، خود را در آن می‌افکند. [۲۶۳] [۲۶۴] [۲۶۵]